# Caririsuchus
Caririsuchus é um gênero extinto de crocodilomorfo peirosaurídeo. Tinha cerca de 1,5 metros de comprimento. Fósseis foram encontrados na Formação Romualdo do Grupo Santana na Chapada do Araripe no nordeste do Brasil, datando do estágio Albiano do Cretáceo Inferior.
Como um crodilomorfo do clado Peirosauridae, Caririsuchus possuí similaridades com os gêneros Itasuchus e Barreirosuchus.